# Daphnella mitrellaformis
Daphnella mitrellaformis é uma espécie de gastrópode do gênero Daphnella, pertencente à família Raphitomidae.